# Kraftwerk Bastusel
Das Kraftwerk Bastusel ist ein Wasserkraftwerk in der Gemeinde Malå, Provinz Västerbottens län, Schweden, das den Skellefte älv zu einem Stausee aufstaut. Es ging 1972 in Betrieb. Das Kraftwerk ist im Besitz von Vattenfall und wird auch von Vattenfall betrieben.

## Absperrbauwerk
Das Absperrbauwerk besteht aus einem Steinschüttdamm mit einer Höhe von 30 (bzw. 40) m und einer Länge von 830 m. Die Dammkrone ist 4 m breit. An dem Staudamm kam es von 1973 bis 1993 mehrmals zu Schäden durch Erosion und daraus resultierenden Leckagen. Ungefähr zwei Kilometer vom Hauptdamm entfernt liegt ein Nebendamm mit einer Höhe von 13 m und einer Länge von 1770 m.
Das Wasser wird vom Hauptdamm durch einen Tunnel zum unterirdischen Kraftwerk geführt. Durch die beiden Dämme wurde das ursprüngliche Flussbett des Skellefte älv auf einer Strecke von 21 km größtenteils trockengelegt.
Das minimale Stauziel liegt bei 407,5 m, das maximale bei 408,5 m über dem Meeresspiegel. Der Stausee Ledvattnet erstreckt sich über eine Fläche von 39 km². Das Bemessungshochwasser liegt bei 600 m³/s; die Wahrscheinlichkeit für das Auftreten dieses Ereignisses wurde mit einmal in 100 Jahren bestimmt. Das größte anzunehmende Hochwasser wurde mit 789 m³/s berechnet.

## Kraftwerk
Das Kraftwerk liegt 13,5 km vom Staudamm entfernt. Mit dem Bau des Kraftwerks wurde 1969 begonnen; es ging 1972 in Betrieb. Es verfügt mit einer Francis-Turbine über eine installierte Leistung von 95 (bzw. 97 100 107 108 112,5 oder 114) MW. Die durchschnittliche Jahreserzeugung liegt bei 548 (bzw. 610) Mio. kWh.
Die Turbine wurde von Kværner geliefert und leistet 112,5 MW; ihre Nenndrehzahl liegt bei 136,4 Umdrehungen pro Minute. Die Fallhöhe beträgt 67,8 (bzw. 71,5 oder 77) m. Der maximale Durchfluss liegt bei 170 m³/s; die mittlere Wasserführung des Skellefte älvs beträgt beim Kraftwerk Bastusel 110,7 m³/s.
Der Generator wurde von ELIN geliefert. Im Jahr 2003 erhielt General Electric den Auftrag, einen neuen Stator und eine neue Erregereinrichtung zu installieren; der Auftragswert dafür lag bei 4,16 Mio. USD. Die Leistung des Generators soll dadurch von 115 auf 133 MVA gesteigert werden.